# دانيلا وودورد
دانيلا وودورد (بالإنجليزية: Danielle Woodward)‏ هي راكبة الكنو أسترالية، ولدت في 20 مارس 1965 في ملبورن في أستراليا.

## وصلات خارجية
- دانيلا وودورد على موقع أوليمبيديا (الإنجليزية)
- دانيلا وودورد على موقع اللجنة الأولمبية الأسترالية (الإنجليزية)